# Arnold Schwarzenegger

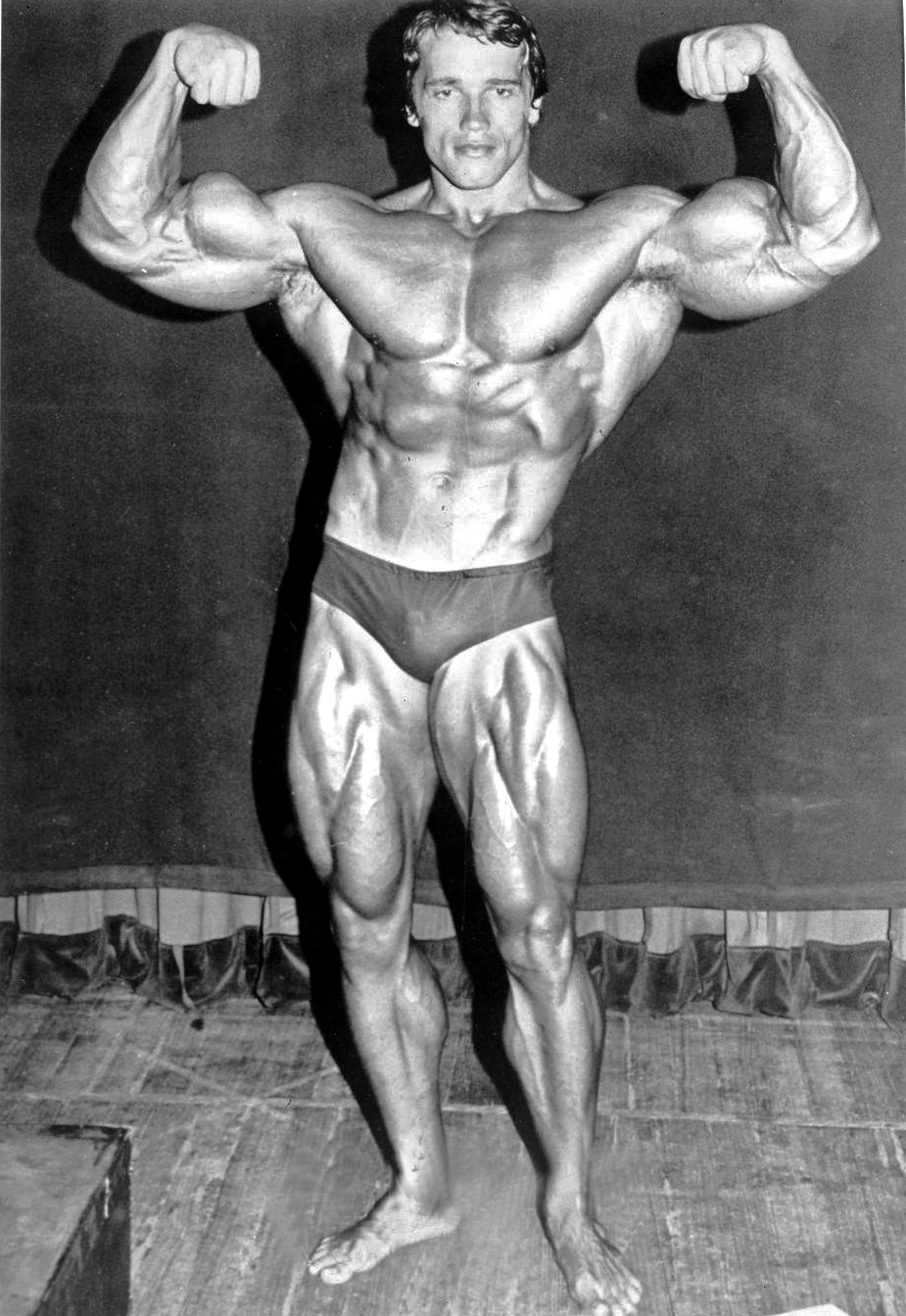
Arnold Schwarzenegger under sin karriär som kroppsbyggare 1974.

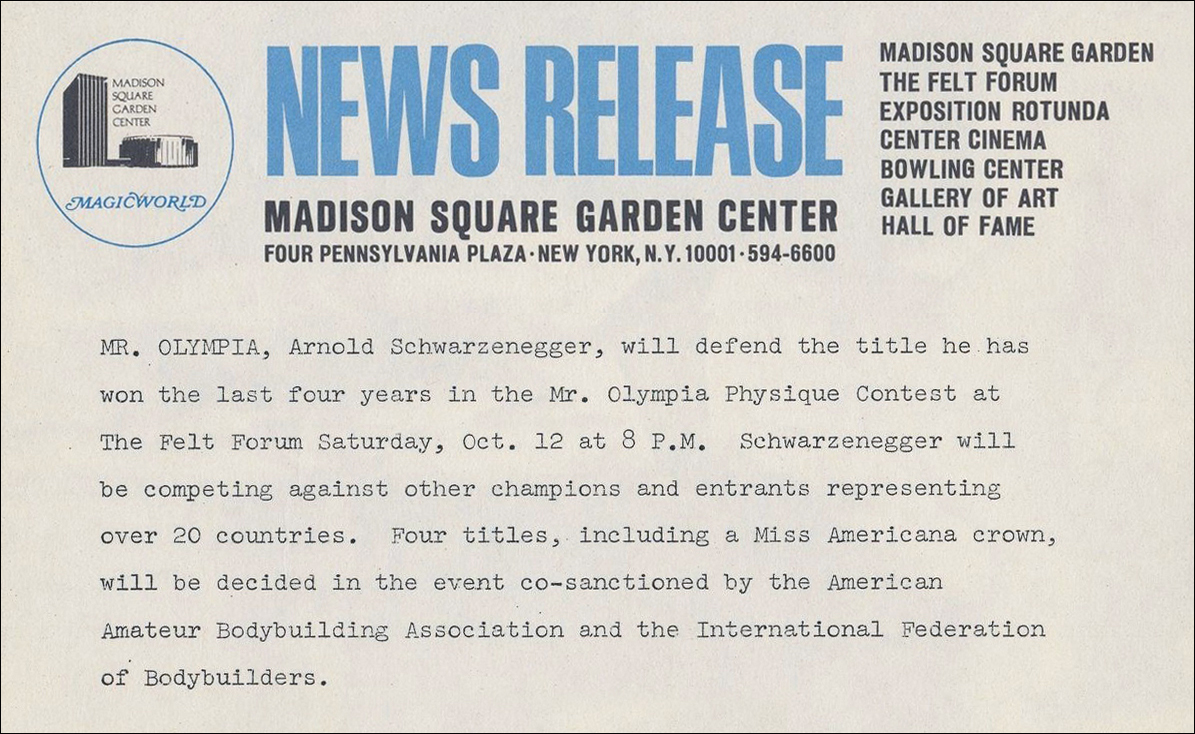
Madison Square Garden News Release 1974.

Arnold Alois Schwarzenegger, född 30 juli 1947 i Thal i Steiermark, är en österrikisk-amerikansk kroppsbyggare, skådespelare och politiker. Han tillhör det republikanska partiet och var Kaliforniens guvernör från 2003 till 2011.

## Biografi
Arnold Schwarzenegger föddes 1947 i byn Thal, nära Graz, i Österrike som son till Gustav Schwarzenegger (1907-1972) och Aurelia (född Jadrny, 1922-1998). Fadern Gustav gick enligt uppgifter med i det Nationalsocialistiska tyska arbetarepartiet år 1938. Han ansökte senare om medlemskap i Sturmabteilung (SA). Under Arnolds uppväxt var fadern polischef och enligt Arnold en sträng person som fysiskt bestraffade Arnold och över allt annat favoriserade Arnolds äldre bror Meinhardt. Vid 18 års ålder genomgick Arnold Schwarzenegger militärtjänst i Österrike där han utbildades till stridsvagnsförare.
Efter att ha sett en film om USA i skolan som 11-åring så drömde han om att flytta till USA, och gjorde det 1968 (med kroppsbyggning som sin väg att nå framgång i USA) och blev amerikansk medborgare 1983.
Under sin tid som kroppsbyggare vann Schwarzenegger bland annat den främsta kroppsbyggartävlingen, Mr Olympia, hela sju gånger (1970–75, 1980) och Mr. Universum fyra gånger. Han hade huvudrollen i dokumentären Lyfta skrot (Pumping Iron), som kom ut 1977. Filmen handlade om Mr Olympia-tävlingen år 1975 och förberedelserna inför denna. Schwarzenegger tävlar i filmen mot bland andra Lou "Hulken" Ferrigno.  Lyfta skrot introducerade Schwarzenegger för en publik utanför kroppsbyggarvärlden och bidrog till att popularisera sporten kroppsbyggning.
Schwarzenegger är dock främst känd som actionskådespelare, bland annat i Conan Barbaren och Terminator-filmerna. De filmer han medverkat i har ofta blandat action med science fiction, men han har också varit med i enstaka komedier som Twins och Klappjakten.

## Politisk karriär
Under 1990-talet blev det känt att Arnold Schwarzenegger var intresserad av att bli politiker. Han hade tidigare uttalat sitt stöd för Ronald Reagan och satt i George H.W. Bush råd för fysiskt välbefinnande och idrott 1990–1993, men hade inte en tydlig politisk profil. År 1999 svarade han på en direkt ställd fråga från Talk Magazine att han ofta tänker på att ställa upp i val.
År 2003 var Kaliforniens ekonomiska situation så dålig att många hade tappat förtroende för den sittande guvernören Gray Davis. En kampanj organiserad av lokala republikaner lyckades samla in tillräckligt många namn för att få igenom att en folkomröstning tillika misstroendeomröstning, så kallad recall election (revokation), skulle hållas emot Gray Davis. I augusti, två månader före folkomröstningen, meddelade Schwarzenegger i Jay Lenos TV-soffa att han ställde upp som kandidat till guvernörsposten.
Under sin kampanj spelade Schwarzenegger på sitt kändisskap och de roller han haft genom att bland annat säga "Hasta la vista" till Gray Davis och avsluta sin första presskonferens med orden "I'll be back".
Den 7 oktober valde Kaliforniens väljare att avsätta guvernör Gray Davis med en marginal av 55,4% mot 44,6%, och bland de 135 kandidaterna att ersätta honom vann Arnold Schwarzenegger en pluralitet av rösterna med 48,58%. Han svors in som Kaliforniens 38:e guvernör den 17 november 2003. Schwarzenegger har ibland skämtsamt kallats för "The Governator", efter rollen som The Terminator i Terminator-filmerna.
Som guvernör har Schwarzenegger fört en liberal politik. Kalifornien ligger långt fram när det gäller miljöfrågor, jämfört med många andra amerikanska delstater. År 2006 blev till exempel Kalifornien den första amerikanska delstaten att införa begränsningar av utsläpp som bidrar till klimatförändringar. Vidare har Schwarzenegger många gånger kritiserat den amerikanska federala regeringen för att vara för passiv i miljöfrågor. Arnold Schwarzenegger avgick som guvernör i Kalifornien den 3 januari 2011 och efterträddes av den demokratiske politikern Jerry Brown. Eftersom Arnold Schwarzenegger inte är amerikansk medborgare från födseln, kan han enligt konstitutionen inte ställa upp i det amerikanska presidentvalet.

## Återupptagen skådespelarkarriär
Under 2012 återkom Schwarzenegger och spelade i fyra filmer. I oktober 2012 kom han även ut med sina memoarer Total Recall: My Unbelievably True Life.

## Filmografi

### Långfilmer
| År   | Filmtitel                          | Roll                                  | Noter                        |
| ---- | ---------------------------------- | ------------------------------------- | ---------------------------- |
| 2019 | Terminator: Dark Fate              | The Terminator                        |                              |
| 2019 | Viy 2: Journey to China            | James Hook                            |                              |
| 2017 | Killing Gunther                    | Robert "Gunther" Bendik               |                              |
| 2017 | Aftermath                          | Roman                                 |                              |
| 2015 | Terminator: Genisys                | The Terminator                        |                              |
| 2015 | Maggie                             | Wade                                  |                              |
| 2014 | The Expendables 3                  | Trench Mauser                         |                              |
| 2014 | Sabotage                           | John "Breacher" Wharton               |                              |
| 2013 | Escape Plan                        | Emil Rottmayer                        |                              |
| 2013 | The Last Stand                     | Ray Owens                             |                              |
| 2012 | The Expendables 2                  | Trench Mauser                         |                              |
| 2010 | The Expendables                    | Trench Mauser                         | Okrediterad                  |
| 2005 | The Kid & I                        | Arnold                                | Cameo                        |
| 2004 | Jorden runt på 80 dagar            | Prins Hapi                            |                              |
| 2003 | Welcome to the Jungle              | Bar Patron                            | Okrediterad                  |
| 2003 | Terminator 3: Rise of the Machines | The Terminator                        |                              |
| 2002 | Collateral Damage                  | Gordy Brewer                          |                              |
| 2000 | 6:e dagen                          | Adam Gibson                           |                              |
| 1999 | End of Days                        | Jericho Cane                          |                              |
| 1997 | Batman & Robin                     | Victor Fries / Mr. Freeze             |                              |
| 1996 | Klappjakten                        | Howard Langston                       |                              |
| 1996 | Eraser                             | U.S. Marshal John "The Eraser" Kruger |                              |
| 1994 | Junior                             | Dr. Alex Hesse                        |                              |
| 1994 | True Lies                          | Harry Tasker                          |                              |
| 1993 | Den siste actionhjälten            | Jack Slater / Sig själv               |                              |
| 1993 | Dave                               | Sig själv                             | Cameo                        |
| 1991 | Terminator 2 - Domedagen           | The Terminator                        |                              |
| 1990 | Dagissnuten                        | Detektiv John Kimble                  |                              |
| 1990 | Total Recall                       | Douglas Quaid / Hauser                |                              |
| 1988 | Twins                              | Julius Benedict                       |                              |
| 1988 | Red Heat                           | Ivan Danko                            |                              |
| 1987 | The Running Man                    | Ben Richards                          |                              |
| 1987 | Rovdjuret                          | Major Alan "Dutch" Schaeffer          |                              |
| 1986 | Hårda bud                          | Mark Kaminsky / Joseph P. Brenner     |                              |
| 1985 | Commando                           | John Matrix                           |                              |
| 1985 | Barbarernas hämnd                  | Kalidor                               |                              |
| 1984 | Terminator                         | The Terminator                        |                              |
| 1984 | Conan förgöraren                   | Conan                                 |                              |
| 1982 | Conan Barbaren                     | Conan                                 |                              |
| 1980 | Historien om Jayne Mansfield       | Mickey Hargitay                       | TV-film                      |
| 1979 | Galen i stålar                     | Lars                                  |                              |
| 1979 | Cactus Jack                        | Stilig främling                       |                              |
| 1977 | Lyfta skrot                        | Sig själv                             | Dokumentär                   |
| 1976 | Kraftprovet                        | Joe Santo                             |                              |
| 1973 | Långt farväl                       | Hood i Augustines kontor              |                              |
| 1969 | Herkules i New York                | Herkules                              | Krediterad som Arnold Strong |

### TV-serier
| År   | Titel                          | Roll                | Avsnitt                             | Noter         |
| ---- | ------------------------------ | ------------------- | ----------------------------------- | ------------- |
| 2015 | 2 1/2 män                      | Lieutenant          | S12E16: Of Course He's Dead: Part 2 |               |
| 1990 | Röster från andra sidan graven | X-Con (okrediterad) | S02E02: The Switch                  | Även regissör |
| 1977 | San Francisco                  | Josef Schmidt       | S05E20: Dead Lift                   |               |

## Privatliv
Schwarzenegger var från 1986 till 2011 gift med John F. Kennedys systerdotter Maria Shriver. Paret separerade sedan det framkommit att Schwarzenegger varit otrogen. Schwarzenegger har fyra barn tillsammans med Shriver och ett utomäktenskapligt barn tillsammans med familjens hushållerska.